# Karl Ehrlich
Karl Ehrlich (geboren 17. Oktober 1896 in Wien, Österreich-Ungarn; gestorben 8. Februar 1962 ebenda) war ein österreichischer Filmproduktionsleiter.

## Leben
Ehrlich begann seine Laufbahn als Aufnahmeleiter beim deutschen Stummfilm der 1920er Jahre.

## Filmografie
- 1931: Berlin – Alexanderplatz
- 1934: Salto in die Seligkeit
- 1951: Wien tanzt
- 1952: 1. April 2000
- 1953: Der Feldherrnhügel
- 1953: Du bist die Welt für mich
- 1954: Mädchenjahre einer Königin
- 1955: Sissi
- 1956: Sissi, die junge Kaiserin
- 1956: Opernball
- 1957: Scherben bringen Glück
- 1957: Sissi – Schicksalsjahre einer Kaiserin
- 1958: Das Dreimäderlhaus
- 1960: Der brave Soldat Schwejk